# Targa (Computerhersteller)
Targa ist ein deutscher Hersteller für Consumer-Elektronik und Haushaltsgeräte mit Sitz in Soest in Westfalen.
Die TARGA GmbH ist ein international agierendes, deutsches Handelsunternehmen mit Stammsitz in Soest sowie einem Büro in Shenzhen (China) und beliefert Discounter in den Segmenten IT-Zubehör, Haushaltswaren und der Unterhaltungselektronik.

## Geschichte
Das Unternehmen hat seinen Ursprung als Abteilung für PCs und Monitore innerhalb der Actebis-Gruppe. Im Jahr 1989 wurde TARGA als Eigenmarke etabliert. 1996 erfolgte die Gründung der AID (Actebis International Distribution GmbH) für das Eigenmarkengeschäft. Seit 2004 agiert das Unternehmen eigenständig unter dem Firmennamen TARGA GmbH.
Heute liegt der Fokus des Unternehmens überwiegend auf Haushalts-Klein-Elektrogeräte, die europaweit vertrieben werden. Seit November 2018 hat die Targa GmbH ihr Portfolio um einen Fotoservice erweitert, der sich mittels eines Online-Shops in Deutschland und Österreich direkt an Endkunden wendet. Das Angebot umfasst u. a. Papierabzüge, Fotobücher, Kalender, Wandbilder, Fotogeschenke sowie Grußkarten.